# Jewgeni Alexandrowitsch Porai-Koschiz
Jewgeni Alexandrowitsch Porai-Koschiz (russisch Евгений Александрович Порай-Кошиц; * 15. Septemberjul. / 28. September 1907greg. im Russischen Kaiserreich; † 18. März 1999 in St. Petersburg) war ein russischer Festkörperchemiker und Hochschullehrer.

## Leben
Jewgeni Porai-Koschiz, Sohn des Chemikers Alexander Jewgenjewitsch Porai-Koschiz und seiner Frau Tatjana Iwanowna geb. Umnowa, studierte Chemie an der Universität Leningrad wie auch sein Bruder Boris (1909–1968), während sein Bruder Michail Kristallograf wurde.
Nach dem Studium erarbeitete Porai-Koschiz 1934–1942 im Leningrader Staatlichen Optik-Institut (GOI) bei Alexander Lebedew seine Kandidat-Dissertation Glasbildungszustände (Röntgenuntersuchungen), so dass er die ersten Monate der Blockade Leningrads miterlebte. Seine Dissertation verteidigte er dann 1943 in Kasan, wohin das Leningrader Technologie-Institut und die Akademie der Wissenschaften der UdSSR (AN-SSSR) evakuiert worden waren.
1953 verteidigte Porai-Koschiz erfolgreich seine Doktor-Dissertation Strukturuntersuchungen von Gläsern mit Röntgenmethoden. Er hielt Vorlesungen, wurde Professor und leitete das Röntgen-Laboratorium des Lehrstuhls für Festkörperelektronik der Universität Leningrad. Er untersuchte chemisch die Strukturinhomogenitäten in Natrium-Borosilikatgläsern. Diese Untersuchungen waren von entscheidender Bedeutung für die Herstellung von Glaskeramiken, die für die Entwicklung eines optischen Navigationssystems für U-Boote wichtig waren. Dafür bekam er 1963 mit den anderen Projektbeteiligten den Leninpreis. In den folgenden Jahren wurde in dem von ihm geführten Laboratorium intensiv die Phasentrennung in Gläsern untersucht, so dass Porai-Koschiz ein international anerkannter Experte auf diesem Gebiet wurde.
Mit anderen initiierte Porai-Koschiz die 1975 gegründete russische Fachzeitschrift Physik und Chemie des Glases der AN-SSSR (jetzt Russische Akademie der Wissenschaften (RAN)) und des Grebenschtschikow-Instituts für Silikatchemie. 1988 erhielt er den Mott-Award und 1992 die Ehrenmitgliedschaft der American Ceramic Society. 1991 erhielt er den Grebenschtschikow-Preis für seine Arbeiten zur Strukturinhomogenität anorganischer Gläser.